# 黎真郡
黎真郡（越南语：／）是越南海防市下辖的一个郡。面积12平方公里，2019年总人口219762人。

## 地理
黎真郡东接吴权郡，西接建安郡和安阳郡，南和东南接阳京郡，北接鸿庞郡。

## 历史
1961年7月5日，海防市重划市区为3区庯，余杭区庯、梂坦区庯陈富A小区、陈富B小区、陈富C小区、徵侧下去、徵貳小区、张汉超小区、麊泠小区、黎真小区、致知小区、东安小区、葛台A小区、葛台B小区、葛台C小区、葛局小区、邓金汝A小区、邓金汝B小区、阮文素小区、杭猗小区18小区和陈富二小区5个组民庯，杭涇区庯吴权小区、统一小区、东海小区、更猗小区、𢄂杭小区、36B小区、茄诗小区、些皮小区、文明小区、163小区、荣光小区、和平小区、𢄂昆小区、胜利小区、慈武小区15小区合并为黎真区庯。黎真区庯下辖安边小区、安阳小区、葛曳小区、东海小区、余杭小区、杭涇小区、湖南小区、蓝山小区、麊泠小区、念义小区和寨槔小区11小区。
1981年1月3日，越南调整行政区划通名。黎真区庯更名为黎真郡，安边小区更名为安边坊，安阳小区更名为安阳坊，葛曳小区更名为葛曳坊，东海小区更名为东海坊，余杭小区更名为余杭坊，杭涇小区更名为杭涇坊，湖南小区更名为湖南坊，蓝山小区更名为蓝山坊，麊泠小区更名为麊泠坊，念义小区更名为念义坊，寨槔小区更名为寨槔坊。
1981年9月25日，安阳坊和蓝山坊析置陈元扞坊。
2002年12月20日，安海县永念社、余杭涇社划归黎真郡管辖；永念社改制为永念坊，余杭涇社改制为余杭涇坊。
2004年1月10日，念义坊析置义舍坊，麊泠坊并入安边坊。
2007年4月5日，余杭涇坊析置涇阳坊。
2024年10月24日，越南国会常务委员会通过决议，自2025年1月1日起，蓝山坊和葛曳坊并入安边坊，湖南坊和余杭坊并入陈元扞坊，寨槔坊和东海坊并入杭泾坊，念义坊和义舍坊并入安阳坊。

## 行政区划
黎真郡下辖7坊，郡人民委员会位于杭涇坊。
- 安阳坊（Phường An Dương）
- 安边坊（Phường An Biên）
- 餘杭涇坊（Phường Dư Hàng Kênh）
- 杭涇坊（Phường Hàng Kênh）
- 涇阳坊（Phường Kênh Dương）
- 陈元扞坊（Phường Trần Nguyên Hãn）
- 永念坊（Phường Vĩnh Niệm）